# Abraham Nemeth
Abraham Nemeth (New York, 1918. október 16. – Southfield, Michigan, 2013. október 2.) amerikai matematikus és feltaláló. A Michigan állambeli Detroit város Detroit Mercy Egyetem (University of Detroit Mercy) matematika professzora volt.

## Családi gyökerek, gyermekévek
Nemeth New York Manhattan kerületében a Lower East Side-on vakon született. Szülei magyar zsidó bevándorlók voltak, akik jiddisül beszéltek.
1996. január 10-én Floridában egyetemi hallgatóknak tartott előadásában így szól: „Annak a megértéséhez, hogy egy nem látó ember hogyan is taníthat matematikát, menjünk vissza az időben, egészen a korai gyermekkoromig. Születésemtől fogva vakként élek, így nincsenek látott emlékeim. A környezetemtől sok szeretet kapva nőhettem fel szüleimmel, négy nagyszülőmmel, nagynénikkel és nagybácsikkal, unokatestvérekkel körülvéve. Apám gyakran a kezemet fogva vitt magával, és folyamatosan mesélt a környezetemről: „most nyugati irányba sétálunk… miután balra fordulunk dél felé fogunk tartani…” Sétáink során megkért, hogy jegyezzem meg az utcákon folyó közlekedés irányát, és megértette velem, hogy a következő utcához érve, miért ellentétes irányba folyik a forgalom. Tájékoztatott az utcák és keresztutcái nevéről utazásaink során. Otthonról a szokásos helyekre mindig más útvonalon vezetett, így egy fejbeli térképet tudtam készíteni a környékünkről.
Kezeimet a postaládák és a segélyhívó dobozok fém feliratain, az épülettéglák nagy domborított betűin keresztül vezette. Nagy, domború profilú gumi bélyegzőket építhettem össze és kirakatok neonreklámjának különleges betűit fedezhettem fel segítségével.
Anyám időről időre megbízott kisebb feladatokkal. Megkért, hogy négy-öt árut hozzak haza a kereskedésből. Azért biztosra ment, mert az üzlet egy saroknyira volt, és nem kellett az úton átkelni, mindemellett nagyapám volt a szatócs. Ez jó edzés volt a memóriámnak, megjegyezni az árukat, és fejben kiszámolni az összeget és a visszajárót.”
A matematika mindig is érdekelte már első iskolás éveitől kezdődően. A hagyományos általános iskolát a 110-es számúban kezdte New Yorkban, de családi okok miatt Yonkersbe költöztek ahol a zsidók vakok iskolájában folytatta tanulmányait (Jewish Guild for the Blind).
Növekvő érdeklődése ellenére, ami a matematika felé irányult, a Brooklyn College-ban azt tanácsolták neki, hogy a pszichológia inkább való vakoknak, mint a matematika.
Tanácsukat elfogadván egyetemi diplomát szerzett pszichológiából a Columbia Egyetemen.
Azonban a matematika nem hagyta nyugodni. Mielőtt diplomáját megszerezte minden matematika tantárgyat, amit tanrendje engedett, felvette. Még azután is, hogy megnősült, délutánonként matematikát hallgatott a Brooklyn College-ban. Mindeközben a pszichológia diplomával nem tudott elhelyezkedni, így képesítés nélküli munkákat végzett, hogy el tudja tartani kettőjüket. Egy nap felesége megkérdezte, hogy nem lenne-e inkább munkanélküli matematikus, mint pszichológus. Ezek után neje állt munkába és Nemeth a Columbia Egyetemen matematika szakon doktori fokozatot szerzett 1951-ben.

## Matematikát tanítani nem látóként és a Nemeth-kód születése
1946-ban a Brooklyn College-ban vállalt önkéntes munkát, ahol a háborúból hazatérő, félbemaradt tanulmányaikat folytatni kívánó fiatalokat tanított. Miután felolvasták neki a feladatot, elmagyarázta a megoldást, amit fel is írt a táblára. Apja gyakorlatai az írástudomány elsajátítására most is nagyon hasznosnak bizonyultak. Itt figyeltek fel rá és hamarosan matematikatanárként dolgozhatott.
Az 1950-es években Detroitba (Michigan állam) költözött, ahol a Detroiti Egyetemen Keith Rosenbergel dolgozott együtt.
A matematikai fogalmak és jelölések túl komplikáltak voltak a braille technikáknak vagy hiányosak a pontos kifejezésükhöz. Lépésről lépésre hozta létre az új, Braille rendszerre épülő következetes rendszerét, hogy jobban le tudja jegyezni azokat a dolgokat amik a fejében jártak. Egy nap, egyik vak kollégája Dr. Clifford Witcher, aki nukleáris fizikával foglalkozott, kért tőle egy Braille integráltáblázatot. Annyira szüksége volt a táblázatra, hogy Nemeth magyarázatai segítségével, fél órán belül képes volt azt olvasni a törtekkel, gyökjelekkel, indexszámokkal, görög betűkkel és egyéb jelölésekkel. Munkatársának megtetszett a rendszer, és arra ösztökélte, hogy a Braille Standard Bizottságnak mutassa be. Az Amerikai Vakok Alapítványa közlése alapján AFB (American Foundation for the Blind) körülbelül egy hét tesztelés után a kódokat bejegyezték, mint szabvány kódok az Amerikai Egyesült Államokban. Mindez 1952-ben történt, miután az Észak Amerikai Braille Hivatal (Braille Authority of North America), mint Nemeth Braille Kód a Matematika és Tudományos Rendszerekhez (Nemeth Braille Code for Mathematics and Science Notation) fogadta el. Hamarosan Kanadában, Új-Zélandon is átvették aztán franciára is le lettek fordítva. Manapság több tízezerre tehető a Nemeth-kódok száma.
A Nemeth-kód négy módosításon ment azóta keresztül és ma is széles körben használják.
Nemeth nevéhez fűződik a MathSpeak, ami a matematika írott részét beszédben feldolgozó rendszer. Tanulmányai során gyakran látó emberek segítségére kellett támaszkodnia, máskülönben nem tudta volna a tantárgyakhoz kapcsolódó anyagokat feldolgozni. Ugyancsak szüksége volt valami módszerre, amivel diktálni lehetett matematikai munkáit az írásos nyomtatáshoz. Ennek eredményeként jött létre a MathSpeak ami hangosan olvassa ki az írott szöveget.
Az 1960-as évek végén számítógép-tudományt tanult, amit az egyetemen tantárgyként el is indított.
Nemeth közreműködött az Egyesített Angol Braille, Unified English Braille (UEB) fejlesztésén 1991-től 2001-ig, és ezzel párhuzamosan az Egyetemes Braille Rendszeren dolgozott, (Universal Braille System) vagy a nevével kiegészülve (NUBS).
2012-ben az Egyesített Angol Braille (UEB) hivatalosan fel lett véve (Braille Authority of North America) BANA-nál, mint standard irodalmi braille, de a Nemeth Code is teljes egészében meg lett tartva, mint választható hivatalos kódrendszer. A NUBS–kódokon való munka folytatódik, de a jövőben elképzelhető a beolvadása Nemeth-kódokba, a szabályok megújításánál (a legutóbbi hivatalos frissítése a Nemeth-kódoknak 2013-ban volt).

## Nyugdíjas évek, elismerések
A Nemeth-kódon egészen haláláig dolgozott. Nemeth gyermekkorától aktív tagja volt a zsidó közösségnek, és nyugdíjba vonulása után héber imakönyveket fordított Braille-be.
1972 és 1976-ban Moszkvába hívták meg feleségével, ahol előadásokat tartott.
1991-1993 Michigan Commission for the Blind elnöke.
1999-ben Az Amerikai Vakok Alapítványa a Migel Medal-t adományozta neki.
2001-ben A Braille Kreatív Használata díjat kapta az Amerikai Vakok Nyomdájától.
A Tehetséges Gyermekek Tanácsának Csökkent Látóképességűek Tagozata a Példamutató Pártoló díjat adományozta neki.
Nemeth aktív tagja volt az amerikai Vakok Nemzeti Szövetségének National Federation of the Blind (NFB). Számos rövid történetet írt és beszédet mondott az NFB-ben életéről, mint vak matematikus.
2006. február 11-én szívroham érte, de szerencsésen felépült belőle annyira, hogy a 2006. júliusi NFB nagygyűlésén átvehette a Louis Braille díjat a szövetségtől munkássága elismeréséül.
2009. július 9-én az NFB Dr. Jacob Bolotin kitüntetését adományozta neki.

## Halála és emlékezete
Abraham Nemeth 2013. október 2-án, két héttel a 95. születésnapja előtt, szívszélhűdés következtében elhunyt.
Detroit elővárosában Southfield-ben, otthonában érte a halál.
Ahogy Crista Earl visszaemlékezik rá: „Amit Louis Braille tett a vakok írás-olvasásáért, azt tette Abraham Nemeth számukra, a tudományok hozzáféréséért”
„A legjobb segítség amit adhatsz egy embernek, az a képesség aminek segítségével saját maga tud megküzdeni mindennel. Az a függetlenség, amit a Nemeth-kód használata ad nekik, felbecsülhetetlen” unokahúga Dianne Bekritsky

## Érdekességek
Nemeth tagja volt a Demokrata Pártnak, de a michigani republikánus kormányzó jelölte ki a vakok állami bizottságának elnökévé. Ezt a pozíciót két éven keresztül töltötte be, annak ellenére, hogy elmondása szerint nem szeretett politizálni.
Nemeth gyászhíre egyszer már tévesen megjelent, amikor testvére és neje elhunyt.
Gyakorlott zongoristaként imádott másoknak játszani, és kiváló memóriájával (ami kiterjedt évszámokra és különböző információkra) elkápráztatni közönségét. Nagyon szeretett vicceket mesélni, és szinte mindenre volt egy-egy találó poénja.